# Claude (taalmodel)
Claude is een generatieve kunstmatige intelligentie-assistent ontwikkeld door Anthropic, een AI-onderzoeksbedrijf opgericht door voormalige OpenAI-onderzoekers. Het is een conversationeel AI-systeem gebaseerd op een groot taalmodel (LLM), getraind op grote hoeveelheden tekst en code. Het systeem wordt aangeboden als behulpzaam, veilig en functionerend in overeenstemming met menselijke waarden

## Geschiedenis
Claude werd voor het eerst aangekondigd door Anthropic in december 2022. Het bedrijf werd in 2021 opgericht door Dario Amodei (CEO), Daniela Amodei en verschillende andere voormalige OpenAI-onderzoekers. Dario was VP van onderzoek bij OpenAI, Daniela was hoofd veiligheid en beleid. De ontwikkeling van Claude is onderdeel van Anthropics missie om betrouwbare, interpreteerbare en stuurbare AI-systemen te ontwikkelen.

## Technologie
Claude is een generative pre-trained transformer, verder verfijnd met een techniek die Anthropic "Constitutional AI" (CAI) noemt. Hierbij wordt het model niet enkel getraind op menselijke feedback, maar ook op AI-gegeneerde feedback volgens een vooraf opgestelde 'grondwet'.
De aanpak omvat twee fasen:
- Supervised learning: het model beoordeelt eigen reacties op basis van de constitutie en past ze aan.
- RLAIF (Reinforcement Learning from AI Feedback): AI vergelijkt modeluitvoer en selecteert reacties die het best voldoen aan de richtlijnen. Deze selectie vormt de basis voor verdere training.

Deze methode maakt het mogelijk om AI-systemen te ontwikkelen die transparant, veilig en minder afhankelijk zijn van menselijk toezicht. De eerste constitutie van Claude bevatte 75 richtlijnen, waaronder elementen uit de Universele Verklaring van de Rechten van de Mens.

## Versies
| Jaar | Versie     | Variant | Beschrijving                                                           |
| ---- | ---------- | ------- | ---------------------------------------------------------------------- |
| 2023 | Claude 1   |         | Eerste publieke versie                                                 |
| 2023 | Claude 2   |         | Verbeterd contextvenster en documentverwerking                         |
| 2023 | Claude 2.1 |         | Contextvenster uitgebreid tot 200.000 tokens                           |
| 2024 | Claude 3   | Haiku   | Snelle, lichtere variant                                               |
| 2024 | Claude 3   | Sonnet  | Gebalanceerde standaardversie                                          |
| 2024 | Claude 3   | Opus    | Meest krachtige model, tot 1 miljoen tokens context                    |
| 2024 | Claude 3.5 | Sonnet  | Verbeterde prestaties, inclusief code, beeldinterpretatie en workflows |
| 2024 | Claude 3.5 | Haiku   | Sneller en beter dan Sonnet 3, geschikt voor sub-agents, code, data    |
| 2025 | Claude 3.7 | Sonnet  | hybride model, geschikt voor contentcreatie, data analyse, planning    |
| 2025 | Claude 4   | Sonnet  | Coderen, visuele data-extractie                                        |
| 2025 | Claude 4.1 | Opus    | Onderzoeksmodus en geavanceerd-redeneren modus                         |

## Mogelijkheden
Claude is inzetbaar voor uiteenlopende taken, waaronder:
- Beantwoorden van complexe vragen
- Samenvatten en analyseren van teksten en documenten
- Schrijven van essays, verhalen en code
- Interpreteren van afbeeldingen (vanaf Claude 3)
- Vertalen tussen talen
- Ondersteunen bij onderwijs, programmeren en gegevensanalyse

Claude ondersteunt meerdere talen en is toegankelijk via een webinterface, API of geïntegreerde toepassingen.

## Beperkingen
Zoals andere taalmodellen heeft Claude beperkingen:
- Geen actuele kennis buiten trainingsdata
- Geen toegang tot internet of live data
- Kan “hallucineren” of incorrecte informatie genereren
- Beeldverwerking is beperkt tot bepaalde versies
- Beperkt tijdsbesef en wereldkennis

## Kritiek
Claude kreeg bij eerdere versies kritiek op de strikte ethische richtlijnen, wat leidde tot weigering van ogenschijnlijk onschuldige verzoeken. Dit veroorzaakte debat over de zogeheten alignment tax: de afweging tussen ethische veiligheid en praktische bruikbaarheid.

## Ethiek en veiligheid
Anthropic ontwikkelde Claude met nadruk op ethische AI en veiligheid. De belangrijkste waarborgen zijn:
- Constitutional AI-methodologie
- Training met menselijke en AI-feedback
- Filters voor schadelijke inhoud
- Transparantie over beperkingen

## Ontvangst
Claude wordt aangeprijsd als nauwkeurigheid, genuanceerd en behulpzaam. Het model is sterk in taken die kritisch denken, lange contextverwerking en redeneren vereisen. Claude 3.5 introduceerde de functie Artifacts, waarmee gebruikers interactieve uitvoer zoals code en visualisaties in realtime kunnen bekijken.